# Wintersburg
Wintersburg es un lugar designado por el censo ubicado en el condado de Maricopa en el estado estadounidense de Arizona. En el Censo de 2010 tenía una población de 136 habitantes y una densidad poblacional de 106,08 personas por km².

## Geografía
Wintersburg se encuentra ubicado en las coordenadas 33°25′7″N 112°52′00″O / 33.41861, -112.86667. Según la Oficina del Censo de los Estados Unidos, Wintersburg tiene una superficie total de 1.28 km², de la cual 1.28 km² corresponden a tierra firme y (0%) 0 km² es agua.

## Demografía
Según el censo de 2010, había 136 personas residiendo en Wintersburg. La densidad de población era de 106,08 hab./km². De los 136 habitantes, Wintersburg estaba compuesto por el 82.35% blancos, el 2.21% eran afroamericanos, el 1.47% eran amerindios, el 0% eran asiáticos, el 2.21% eran isleños del Pacífico, el 11.76% eran de otras razas y el 0% pertenecían a dos o más razas. Del total de la población el 26.47% eran hispanos o latinos de cualquier raza.